# فيسكشنياي
فيسكشنياي (بالإنجليزية: Viekšniai) هي منطقة سكنية تقع في ليتوانيا في Mažeikiai district municipality.[بحاجة لمصدر] يقدر عدد سكانها بـ 2,248 نسمة .

## أعلام
- فاتسلوفاس بيرجيشكا